# František Jaroslav Rypáček
František Jaroslav Rypáček (Hodětín, 7 d'octubre de 1853 - Brno, 30 de maig de 1917) fou un professor de secundària txec, un historiador de la literatura de Moràvia, poeta i escriptor.
Amb el pseudònim Jaroslav Tichý va escriure el llibret per a l'òpera L'inici d'un romanç de Leoš Janáček.